# Comté de Cooke
Ne doit pas être confondu avec Comté de Coke.
Pour les articles homonymes, voir Cooke.
Le comté de Cooke, en anglais : Cooke County, est un comté situé dans le nord-est de l'État du Texas aux États-Unis. Fondé le 20 mars 1848, il est nommé en l'honneur de William Gordon Cooke, un soldat de la révolution texane. Son siège de comté est la ville de Gainesville. Selon le recensement de 2020, sa population est de 41 668 habitants. Le comté a une superficie de 2 326 km2, dont 2 265 km2 en surfaces terrestres.

## Organisation du comté
Le comté est fondé le 20 mars 1848, à partir des terres du district de Fannin, alors rattaché au comté de Collin, et du comté de Grayson. Il est définitivement organisé et autonome le 10 mars 1849. 
Il est baptisé en l'honneur de William G. Cooke, un soldat, héros de la révolution texane.

## Géographie - Climat
Le comté de Cooke est situé au nord-est du Texas, à la frontière avec l’État de l'Oklahoma, aux États-Unis,. 
Il a une superficie totale de 2 326 km2, composée de 2 265 km2 de terres et de 61 km2 de zones aquatiques. 
Le terrain est vallonné avec des altitudes allant, aux frontières de l'est, de 213 m à 305 m. Les précipitations annuelles moyennes sont de 860 mm.

## Comtés adjacents
|                   | Comté de Love   |                  |
| Comté de Montague | comté de Cooke  | comté de Grayson |
| comté de Wise     | Comté de Denton |                  |

## Démographie
Lors du recensement de 2010, le comté comptait une population de 38 437 habitants. Elle est estimée, en 2018, à 40 574 habitants,.

Pyramide des âges du comté de Cooke (2000).

| Groupes           | Comté de Cooke | Texas | États-Unis |
| ----------------- | -------------- | ----- | ---------- |
| Blancs            | 85,7           | 70,4  | 72,4       |
| Autres            | 8,0            | 10,6  | 6,4        |
| Afro-Américains   | 2,8            | 11,9  | 12,6       |
| Métis             | 2,2            | 2,5   | 2,7        |
| Amérindiens       | 1,1            | 0,7   | 0,9        |
| Asiatiques        | 0,8            | 3,8   | 4,8        |
| Total             | 100            | 100   | 100        |
|                   |                |       |            |
| Latino-Américains | 15,6           | 37,6  | 16,7       |